# 테이션 프린스
테이션 듀렐 프린스(영어: Tayshaun Durell Prince, 1980년 2월 28일 ~ )는 미국의 은퇴한 농구 선수로 포지션은 스몰 포워드이다. 전미 농구 협회의 디트로이트 피스턴스에서 대부분의 선수 생활을 보냈다. 미국 국가대표팀 선수로 활동하여 2008년 하계 올림픽에서 금메달을 획득했다.

## 생애
테이션 프린스는 1980년 미국 캘리포니아주 콤프턴에서 태어났다.

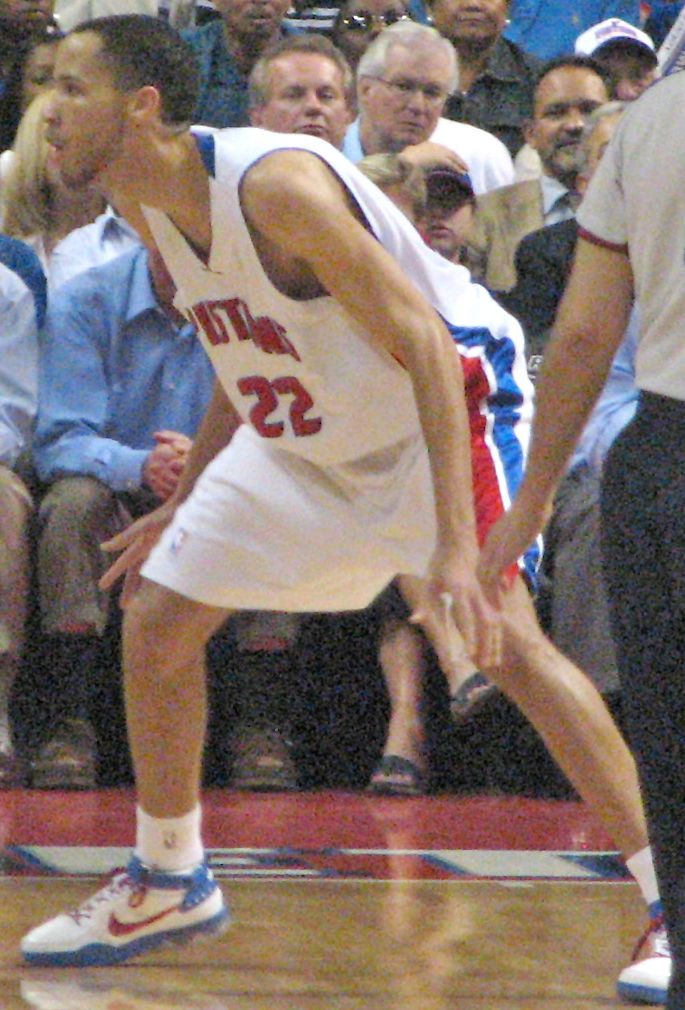
2007년 5월 21일 클리블랜드 캐벌리어스와의 동부 콘퍼런스 결승 경기 당시의 프린스

## 대학교 시절
켄터키 대학교에서 4년 동안 활동하면서 경기당 평균 13.2 득점과 5.7 리바운드를 기록한다. 프린스가 활약한 4년 동안 켄터키 대학교는 97승 39패를 기록했으며 매년마다 NCAA 토너먼트에 진출했다.

## NBA 선수 시절
2002년 NBA 드래프트에서 디트로이트 피스턴스의 1라운드 전체 23순위 지명을 받고 입단했다. 켄터기 대학 시절 사용했던 등번호 21번을 사용하기를 원했지만, 피스턴스 팀에서는 21번이 가드 데이브 빙의 영구 결번이었다. 결국 22번을 사용하게 되었는데, 그 해 신인 드래프트에서 자신을 지명하지 않았던 22개의 팀을 기억하겠다는 의미가 담겼다.